# Karl Ludwig Stettler
Karl Ludwig Stettler (* 7. November 1773 in Bern; † 27. Februar 1858 in Köniz) war ein Schweizer Politiker, Offizier, Historiker und Aquarellmaler.